# Carex engelmannii
Carex engelmannii är en halvgräsart som beskrevs av Liberty Hyde Bailey. Carex engelmannii ingår i släktet starrar, och familjen halvgräs. Inga underarter finns listade i Catalogue of Life.